# Résolution 90 du Conseil de sécurité des Nations unies
Membres permanents
- Chine (Taïwan)
- États-Unis
- France
- Royaume-Uni
- URSS

Membres non permanents
- Brésil
- Équateur
- Inde
- Pays-Bas
- Turquie
- Yougoslavie

Résolution no 89 Résolution no 91
La résolution 90 du Conseil de sécurité des Nations unies  est une résolution du Conseil de sécurité des Nations unies adoptée le 31 janvier 1951.
Cette résolution, la première de l'année 1951, relative à une plainte pour agression contre la république de Corée, décide de retirer le sujet de la liste des questions dont le conseil de sécurité est saisi.
La résolution a été adoptée à l'unanimité.

## Texte
- Résolution 90 sur fr.wikisource.org
- Résolution 90 sur en.wikisource.org